# Jessalyn Van Trump
Jessalyn Van Trump (St. Johns, 16 gennaio 1887 – Hollywood, 2 maggio 1939) è stata un'attrice statunitense che lavorò per il cinema esclusivamente all'epoca del muto.

## Filmografia
- Alice's Sacrifice – cortometraggio (1911)
- Three Daughters of the West, regia di Allan Dwan – cortometraggio (1911)
- The Master of the Vineyard, regia di Allan Dwan – cortometraggio (1911)
- The Sheriff's Sisters, regia di Allan Dwan – cortometraggio (1911)
- The Smoke of the .45, regia di Allan Dwan – cortometraggio (1911)
- The Duel of the Candles – cortometraggio (1911)
- Bonita of El Cajon, regia di Allan Dwan – cortometraggio (1911)
- The Grub Stake Mortgage, regia di Allan Dwan – cortometraggio (1912)
- Where Broadway Meets the Mountains, regia di Allan Dwan – cortometraggio (1912)
- Society and Chaps, regia di Allan Dwan – cortometraggio (1912)
- The Land Baron of San Tee, regia di Allan Dwan – cortometraggio (1912)
- An Assisted Elopement, regia di Allan Dwan – cortometraggio (1912)
- After School, regia di Allan Dwan – cortometraggio (1912)
- The Maid and the Man, regia di Allan Dwan – cortometraggio (1912)
- La rosa e la torre (The Dread Inheritance), regia di J. Farrell MacDonald – cortometraggio (1913)
- Incognito – cortometraggio (1913)
- Rory o' the Bogs, regia di J. Farrell MacDonald – cortometraggio (1913)
- The Field Foreman, regia di Allan Dwan – cortometraggio (1913)
- The Magic Skin – cortometraggio (1914)